# Stadio Raimundo Sampaio
Con una capacità massima di 18 000 persone, esso è il terzo più importante stadio di Belo Horizonte.
Esso è intitolato a Raimundo Sampaio, un ex presidente di Sete de Setembro.
Il 29 giugno 1950, il Raimundo Sampaio ospitò la celebre partita tra Stati Uniti e Inghilterra passata alla storia come "miracolo di Belo Horizonte".